# Ormesberga socken
Ormesberga socken i Småland ingick i Norrvidinge härad i Värend, ingår sedan 1971 i Växjö kommun och motsvarar från 2016 Ormesberga distrikt i Kronobergs län.
Socknens areal är 22,40 kvadratkilometer, varav land 18,85. År 2000 fanns här 177 invånare. Kyrkbyn Ormesberga med sockenkyrkan Ormesberga kyrka ligger i socknen.

## Administrativ historik
Ormesberga socken har medeltida ursprung. 
Vid kommunreformen 1862 övergick socknens ansvar för de kyrkliga frågorna till Ormesberga församling och för de borgerliga frågorna till Ormesberga landskommun.  Denna senare inkorporerades 1952 i Moheda landskommun varav sedan 1971 denna del uppgick i Växjö kommun. Församlingen uppgick 2006 i Ör-Ormesberga församling som 2014 uppgick i Öjaby församling. 
1 januari 2016 inrättades distriktet Ormesberga, med samma omfattning som församlingen hade 1999/2000.  
Socknen har tillhört samma fögderier och domsagor som Norrvidinge härad. De indelta soldaterna tillhörde Kronobergs regemente, Norrvidinge kompani och Smålands husarregemente, Växjö kompani.

## Geografi
Ormesberga socken ligger nordväst om Helgasjön. Socknen är en småkuperad skogs- och odlingsbygd, med ett flertal mossar.

## Fornminnen
Några hällkistor, flera rösen och några järnåldersgravfält finns här.

## Namnet
Namnet (1407 Ormsberie), taget från kyrkbyn, innehåller förledet mansnamnet Orm, och efterledet plural av berg syftande på formationerna vid kyrkan.

### Fotnoter
1. 1 2 3  Svensk Uppslagsbok andra upplagan 1947–1955: Ormesberga socken
2. 1 2  Harlén, Hans; Harlén Eivy (2003). Sverige från A till Ö: geografisk-historisk uppslagsbok. Stockholm: Kommentus. Libris 9337075. ISBN 91-7345-139-8
3. ↑  ”Församlingar”. Statistiska centralbyrån. https://www.scb.se/hitta-statistik/regional-statistik-och-kartor/regionala-indelningar/forsamlingar/. Läst 30 december 2022.
4. ↑  Administrativ historik för Ormesberga socken (Klicka på församlingsposten). Källa: Nationella arkivdatabasen, Riksarkivet.
5. 1 2  Sjögren, Otto (1931). Sverige geografisk beskrivning del 2 Östergötlands, Jönköpings, Kronobergs, Kalmar och Gotlands län. Stockholm: Wahlström & Widstrand. Libris 9939
6. 1 2 3  Nationalencyklopedin
7. ↑  Fornlämningar, Statens historiska museum: Ormesberga socken
8. ↑  Fornminnesregistret, Riksantikvarieämbetet: Ormesberga socken Fornminnen i socknen erhålls på kartan genom att skriva in sockennamn (utan "socken") i "Ange geografiskt område"